# Donald Cohan
Donald Smith „Don“ Cohan (* 24. Februar 1930 in New York City; † 20. Oktober 2018 in Philadelphia) war ein US-amerikanischer Segler.

## Erfolge
Donald Cohan, der Mitglied im Vineyard Haven Yacht Club war, nahm an den Olympischen Spielen 1972 in München als Skipper des US-amerikanischen Bootes der Drachen-Klasse mit Charles Horter und John Marshall als Crewmitglieder teil. Die im Olympiazentrum Schilksee in Kiel stattfindende Regatta beendeten sie auf dem dritten Platz hinter dem australischen Boot mit Skipper John Cuneo und dem von Paul Borowski angeführten ostdeutschen Boot, womit sie die Bronzemedaille gewannen. Dreimal war Cohan Teilnehmer bei Weltmeisterschaften.
Nach einem erfolgreichen Studium am Amherst College mit cum laude erwarb er im Anschluss an der Harvard University einen Abschluss in Rechtswissenschaften. Er praktizierte zunächst als Anwalt, baute sich dann aber ein eigenes Immobilienunternehmen auf. Cohan war Mitglied der Philadelphia Jewish Sports Hall of Fame und erhielt die Senatorial Medal of Freedom.